# Rösseby
Rösseby är en bebyggelse i Forshälla socken strax väster om kyrkbyn forshälla i Uddevalla kommun  i Bohuslän. Rösseby avgränsades som småort av SCB 2020, men ej 2023.